# Diaethria ducei
Diaethria ducei är en fjärilsart som beskrevs av William Schaus och Cockerell 1923. Diaethria ducei ingår i släktet Diaethria och familjen praktfjärilar. Inga underarter finns listade i Catalogue of Life.